# Jörg Calwer
Jörg Calwer (eigentlich Georg Metzger; * 1548 in Tübingen; † 1618 ebenda) war ein württembergischer Richter, Spitalpfleger und Bürgermeister von Tübingen.

## Leben
Jörg Calwer war ein Sohn des Bürgermeisters Melchior Metzger, genannt Calwer († 1563), und seiner zweiten Ehefrau Geneve geb. Hauenberger († 1568). Da sein Vater seinen Familiennamen 1556 wechselte, wurde auch sein Familienname geändert. Er war mit Maria Salome geb. Jügerin (oder Jägerin) († 1597) verheiratet.
Jörg Calwer war 1571 als Spitalpfleger tätig. Seit dem gleichen Jahr war er Tübinger Stadtrichter; 1595 wurde er von seinem Bruder Jacob Calwer als Richter ersetzt. Seit 1589 (oder auch etwas früher) bis mindestens 1592 war er Bürgermeister von Tübingen. Er besaß in Tübingen das Haus Am Markt 11 mit der heutigen Marktschenke, und sein Bruder Jacob Calwer kaufte 1582 das Haus Am Markt 13 vom Junker Burkhard von Bondorf, in dem bereits 1569 die Mayer´sche Apotheke am Markt eingerichtet worden war.
1589 kaufte Calwer einen Hof in Weilheim von Barbara Fessler für 2205 fl.
Als alter Mann hatte Calwer um 1615 bei einem Pfäffinger Juden einen Kredit von 50 fl aufgenommen, für den er bis zur Rückerstattung zwei Pfennig Zins wöchentlich zahlte. Damit hatte Calwer gegen die württembergische Landesordnung verstoßen, die Geld- und Pfandleihe der herzoglichen Untertanen bei jüdischen Kreditgebern als strafwürdiges Vergehen definierte. Gegen seine drohende harte Bestrafung mit Haft und Landesverweis setzten sich die Tübinger Räte beim Herzog ein, man solle statt der festgeschriebenen Strafe in Anbetracht des hohen Alters des Beschuldigten und seiner Verdienste als ehemaliger Amtsträger nur eine Geldbuße von 10 fl. einfordern oder ihn gänzlich begnadigen, was der Herzog schließlich auch bewilligte. Der Ortsherr von Pfäffingen, Hans von Gültlingen, wurde angewiesen, den Juden, der Calwer Kredit gegeben hatte, zügig auszuweisen, denn sein Besitz sei württembergisches Lehensgut und daher sei dort kein Jude zu dulden.

## Würdigung
Die Tübinger Calwerstraße ist nach seinem Vater und ihm benannt.